# アロンゾ・メニフィールド
アロンゾ・メニフィールド（Alonzo Menifield、1987年10月18日 - ）は、アメリカ合衆国の男性総合格闘家。カリフォルニア州ロサンゼルス出身。サクソンズ・ムエタイ所属。UFC世界ライトヘビー級ランキング15位。

## 来歴
高校からアメリカンフットボールを経験。グレンデール・コミュニティ・カレッジ時代にはラインバッカーとして活躍し、NJCAAのオールアメリカンに選出された。テキサスA&M大学コマース校に編入後もアメリカンフットボールを続け、大学卒業後はカナディアン・フットボール・リーグとアリーナフットボールリーグの両方でプロとしてプレーした。2015年にプロ総合格闘技デビュー。
2018年6月12日、Dana White's Contender Series 9でダショーン・ボートライトと対戦し、パウンドで開始8秒のTKO勝ちを収め、UFCとの契約権を獲得した。

### UFC
2019年1月19日、UFC初参戦となったUFC Fight Night: Cejudo vs. Dillashawでヴィニシウス・モレイラと対戦し、右ストレートでダウンを奪いパウンドで1RTKO勝ち。
2019年6月29日、UFC on ESPN: Ngannou vs. dos Santosでポール・クレイグと対戦し、パウンドで1RKO勝ち。パフォーマンス・オブ・ザ・ナイトを受賞した。
2021年12月4日、UFC on ESPN: Font vs. Aldoでウィリアム・ナイトと対戦し、0-3の判定負け。海外MMAメディアサイトの採点では12人中12人全員がメニフィールドの勝利を支持した。
2023年2月11日、UFC 284でライトヘビー級ランキング12位のジミー・クルートと対戦。3Rにメニフィールドが金網を掴んで1ポイント減点され、0-1の判定ドローとなった。
2023年7月8日、UFC 290でライトヘビー級ランキング14位のジミー・クルートと再戦し、ギロチンチョークで2R一本勝ち。
2023年12月16日、UFC 296でライトヘビー級ランキング15位のダスティン・ジャコビーと対戦し、3-0の判定勝ち。
2024年8月3日、UFC on ABC: Sandhagen vs. Nurmagomedovでライトヘビー級ランキング14位のアザマト・ムルザカノフと対戦し、スタンドパンチ連打でダウンを奪われパウンドで2RKO負け。
2025年2月22日、UFC Fight Night: Cejudo vs. Songでジュリアス・ウォーカーと対戦し、2-1の判定勝ち。ファイト・オブ・ザ・ナイトを受賞した。

## 戦績
| 総合格闘技 戦績 | 総合格闘技 戦績 | 総合格闘技 戦績 | 総合格闘技 戦績 | 総合格闘技 戦績 | 総合格闘技 戦績 | 総合格闘技 戦績 |
| --------------- | --------------- | --------------- | --------------- | --------------- | --------------- | --------------- |
| 23 試合         | (T)KO           | 一本            | 判定            | その他          | 引き分け        | 無効試合        |
| 17 勝           | 10              | 3               | 4               | 0               | 1               | 0               |
| 5 敗            | 3               | 0               | 2               | 0               | 1               | 0               |

| 勝敗 | 対戦相手                     | 試合結果                                  | 大会名                                   | 開催年月日     |
| ○    | ウマル・シー                 | 5分3R終了 判定3-0                         | UFC on ESPN 69: Usman vs. Buckley        | 2025年6月14日  |
| ○    | ジュリアス・ウォーカー       | 5分3R終了 判定2-1                         | UFC Fight Night: Cejudo vs. Song         | 2025年2月22日  |
| ×    | アザマト・ムルザカノフ       | 2R 3:18 KO（スタンドパンチ連打→パウンド） | UFC on ABC 7: Sandhagen vs. Nurmagomedov | 2024年8月3日   |
| ×    | カーロス・アルバーグ         | 1R 0:12 TKO（左フック）                   | UFC on ESPN 56: Lewis vs. Nascimento     | 2024年5月11日  |
| ○    | ダスティン・ジャコビー       | 5分3R終了 判定3-0                         | UFC 296: Edwards vs. Covington           | 2023年12月16日 |
| ○    | ジミー・クルート             | 2R 1:55 ギロチンチョーク                  | UFC 290: Volkanovski vs. Rodríguez       | 2023年7月9日   |
| △    | ジミー・クルート             | 5分3R終了 判定0-1                         | UFC 284: Makhachev vs. Volkanovski       | 2023年2月11日  |
| ○    | ミシャ・サークノフ           | 1R 1:28 KO（右アッパー→パウンド）         | UFC Fight Night: Grasso vs. Araújo       | 2022年10月15日 |
| ○    | アスカル・モジャロフ         | 1R 4:40 TKO（グラウンドの肘打ち連打）     | UFC Fight Night: Volkov vs. Rozenstruik  | 2022年6月4日   |
| ×    | ウィリアム・ナイト           | 5分3R終了 判定0-3                         | UFC on ESPN 31: Font vs. Aldo            | 2021年12月4日  |
| ○    | エド・ハーマン               | 5分3R終了 判定3-0                         | UFC 265: Lewis vs. Gane                  | 2021年8月7日   |
| ○    | ファビオ・シェラント         | 1R 1:11 ヴォンフルーチョーク              | UFC 260: Miocic vs. Ngannou 2            | 2021年3月27日  |
| ×    | オヴィンス・サンプルー       | 2R 4:07 KO（左フック）                    | UFC Fight Night: Overeem vs. Sakai       | 2020年9月5日   |
| ×    | デビン・クラーク             | 5分3R終了 判定0-3                         | UFC 250: Nunes vs. Spencer               | 2020年6月6日   |
| ○    | ポール・クレイグ             | 1R 3:19 KO（パウンド）                    | UFC on ESPN 3: Ngannou vs. dos Santos    | 2019年6月29日  |
| ○    | ヴィニシウス・モレイラ       | 1R 3:56 TKO（右ストレート→パウンド）      | UFC Fight Night: Cejudo vs. Dillashaw    | 2019年1月19日  |
| ○    | ダショーン・ボートライト     | 1R 0:08 TKO（パウンド）                   | Dana White's Contender Series 9          | 2018年6月12日  |
| ○    | ブライス・リタニー＝コー     | 1R 2:41 リアネイキドチョーク              | LFA 33                                   | 2018年2月16日  |
| ○    | ジョゼ・オタービオ・ラセルダ | 2R 0:32 TKO（パウンド）                   | LFA 28                                   | 2017年12月8日  |
| ○    | ダニエル・ジョリー           | 1R 5:00 TKO（目の負傷）                   | Dana White's Contender Series 3          | 2017年7月25日  |
| ○    | ハジムラト・ベスタエフ       | 1R 4:01 ギブアップ（パウンド）            | LFA 13                                   | 2017年6月2日   |
| ○    | ブロック・コムズ             | 2R 0:23 KO（パンチ連打）                  | RFA 43                                   | 2016年9月9日   |
| ○    | ザック・ロソル               | 1R 0:38 TKO（右ストレート→パウンド）      | Bellator 146                             | 2015年11月20日 |

## 表彰
- UFC パフォーマンス・オブ・ザ・ナイト（1回）
- UFC ファイト・オブ・ザ・ナイト（1回）